# Chlotharius III
Koning Chlothar III / Chlothaire / Chlotharius (652 - 673) was de zoon van koning Clovis II en koningin Bathildis. Hij werd koning van Neustrië en Bourgondië vanaf 657 tot 673. Hij wordt beschreven als de eerste vadsige koning van de Merovingische dynastie. Zijn regeerperiode markeerde het definitieve einde van de volmondige Merovingische monarchie, omdat vanaf dat moment de hofmeiers de werkelijke macht gingen uitoefenen.

## Leven
Toen zijn vader Clovis II in 657 stierf, volgde Chlothar hem als de oudste van drie zoons op als koning van Neustrië en Bourgondië. Omdat hij op in die tijd nog maar pas acht jaar oud, regeerde zijn moeder het koninkrijk. Zij had daarbij de steun van hofmeier Ebroin. Het bewind van deze twee was sterk gericht op centralisatie van de macht, wat nogal wat protesten bij de bevolking opriep, die bloedig werden onderdrukt. In 664 moest Bathilde als gevolg van de spanningen die de uitoefening van haar ambt bij haar aanrichtte terugtreden en gaf zij de macht formeel over aan haar zoon, maar in werkelijkheid behield Ebroin alle macht. Een geschil met hem leidde tot een rechtszaak, en niet lang daarna tot een burgeroorlog, waarbij Chlotar in 673 werd vermoord. Hij is begraven in de Basiliek van Saint-Denis, een tombe, waarschijnlijk die van hem, werd onlangs ontdekt. Zijn broer Theuderik III volgde hem op.

## Bespiegelingen over het tijdperk van Chlotar II
De Historia Langobardorum (boek 5, hoofdstuk 5) stelt dat kort na 660 een Frankisch leger de Provence binnenviel en daarna optrok naar Italië. Dat leger bereikte het kamp van de Lombardische koning Grimoald I van Benevento, bij Rivoli in de buurt van Asta. Grimoald veinsde dat hij vluchtte, waarop de Franken het kamp begonnen te plunderen en feest vierden. Maar na middernacht keerde Grimoald terug en viel op zijn buurt de Franken aan en dreef ze terug naar Neustrië.
Volgens het leven van de heilige Eligius - een hagiografie die spoedig na de dood van Chlothar geschreven werd - teisterde in 661 een epidemie het Frankische rijk waardoor de bevolking in aantal terugliep.
Tijdens zijn regentschap over Austrasië smeekten de Austrasiërs om een eigen koning. Tussen 660 en 662 gaven de Neustriërs Austrasië aan een andere zoon van Clovis II, Chlothars broer Childerik II.
Een andere gebeurtenis die tijdens zijn bewind plaatsvond was de opvolgingskwestie van de overleden hofmeier Erchinoald; een raad van Franken verkoos Ebroin als zijn vervanger. Beda verhaalt dat Ebroin in 668 het buitenlands beleid en binnenlandse veiligheid regelde.
Volgens sommige historici kunnen enkele passages in de Historia Francorum zo uitgelegd worden dat Clothar tijdens zijn regeerperiode wel degelijk echte autoriteit heeft uitgeoefend, namelijk in de laatste vier jaar van zijn regeerperiode nadat zijn mentoren hem in 669 volwassen achtten. De beschrijving van hem als de eerste vadsige koning van de Merovingische dynastie, zou daarmee niet opgaan.

## Voorouders
| Voorouders van Chlotharius III | Voorouders van Chlotharius III                 | Voorouders van Chlotharius III                 | Voorouders van Chlotharius III               | Voorouders van Chlotharius III               | Voorouders van Chlotharius III               | Voorouders van Chlotharius III               | Voorouders van Chlotharius III               | Voorouders van Chlotharius III               |
| ------------------------------ | ---------------------------------------------- | ---------------------------------------------- | -------------------------------------------- | -------------------------------------------- | -------------------------------------------- | -------------------------------------------- | -------------------------------------------- | -------------------------------------------- |
| Overgrootouders                | Chlotharius II (584-629) ∞ Bertrude (~590-618) | Chlotharius II (584-629) ∞ Bertrude (~590-618) | ? (-) ∞ ? (-)                                | ? (-) ∞ ? (-)                                | ? (–) ∞ ? (-)                                | ? (–) ∞ ? (-)                                | ?(–) ∞ ? (-)                                 | ?(–) ∞ ? (-)                                 |
| Grootouders                    | Dagobert I (584-629) ∞ Nanthilde (610-642)     | Dagobert I (584-629) ∞ Nanthilde (610-642)     | Dagobert I (584-629) ∞ Nanthilde (610-642)   | Dagobert I (584-629) ∞ Nanthilde (610-642)   | ? (-) ∞ ? (-)                                | ? (-) ∞ ? (-)                                | ? (-) ∞ ? (-)                                | ? (-) ∞ ? (-)                                |
| Ouders                         | Clovis II (637-655/58) ∞ Bathildis (626-680)   | Clovis II (637-655/58) ∞ Bathildis (626-680)   | Clovis II (637-655/58) ∞ Bathildis (626-680) | Clovis II (637-655/58) ∞ Bathildis (626-680) | Clovis II (637-655/58) ∞ Bathildis (626-680) | Clovis II (637-655/58) ∞ Bathildis (626-680) | Clovis II (637-655/58) ∞ Bathildis (626-680) | Clovis II (637-655/58) ∞ Bathildis (626-680) |
| Chlotharius III (652-673)      |                                                |                                                |                                              |                                              |                                              |                                              |                                              |                                              |